# Halobatrachus didactylus
 Halobatrachus didactylus, noto in italiano come pesce rospo, è un pesce osseo marino della famiglia Batrachoididae.

## Distribuzione e habitat
È presente lungo le coste africane occidentali dallo stretto di Gibilterra al golfo di Guinea e, occasionalmente, lungo le coste atlantiche europee fino al golfo di Guascogna e nel mar Mediterraneo occidentale compresi i mari italiani, dove è raro.
Vive su fondi misti di roccia e sabbia o fango fino a 50 metri di profondità.

## Descrizione
Ha un aspetto molto caratteristico con testa larga e schiacciata e parte posteriore del corpo compressa lateralmente. La bocca è larga e armata di denti robusti. Sotto la mandibola sono presenti alcuni lobi di pelle simili a quelli degli scorfani, altre appendici cutanee circondano le narici. Gli occhi sono abbastanza grandi, posti molto in avanti. Ci sono due linee laterali. Le pinne dorsali sono due, la prima triangolare, brevissima, con soli tre raggi e la seconda lunga e di altezza crescente. La pinna anale è più corta della dorsale di circa un terzo. La pinna caudale è ampia ed arrotondata. Le pinne ventrali sono avanzate, sotto l'opercolo branchiale; le pinne pettorali sono ampie e sono poste su un peduncolo.
Il colore è variabile, di solito bruno rossiccio ma può essere anche verdastro o giallastro. Sono presenti 4 macchie scure  a forma di sella sul dorso, il corpo è coperto di piccole macchie più scure molto vicine tra loro che lo fanno sembrare reticolato. Le pinne sono coperte di macchiette marroni disposte in fila.
Può raggiungere i 50 cm di lunghezza.

## Biologia
Passa il tempo immobile tra gli scogli o insabbiato in attesa di una preda. Si mimetizza molto efficacemente con l'ambiente.

### Alimentazione
È carnivoro.

### Riproduzione
I maschi ossigenano e proteggono le uova.

## Pericolo per l'uomo
Possiede spine velenose nelle pinne e sugli opercoli branchiali.